# هایکه وانیکه
هایکه وانیکه (آلمانی: Heike Warnicke؛ زادهٔ ۱ ژوئن ۱۹۶۶) اسکیت‌باز سرعت اهل آلمان است.